# قاضی جودی

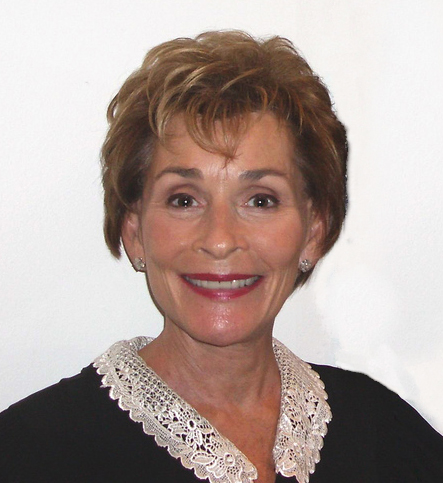

قاضی جودی (به انگلیسی: Judge Judy) نام یک مجموعه تلویزیونی در ایالات متحده آمریکاست. این سریال پربیننده‌ترین سریال محکمه‌ای در آمریکا است.
این سریال تلویزیونی که از شبکه سی‌بی‌اس آمریکا پخش می‌شود و اکنون فصل نوزدهم پخش خود را می‌گذراند.
شخصیت اصلی این مجموعه جودیث شیندلن است، و سریال در مورد ماجراهای واقعی اتاق محکمه این قاضی در لس آنجلس است.
این برنامه یازده بار تا کنون نامزد جایزه امی شده‌است.

## جستارهای مربوط
- سی اس آی